# 구피 무비

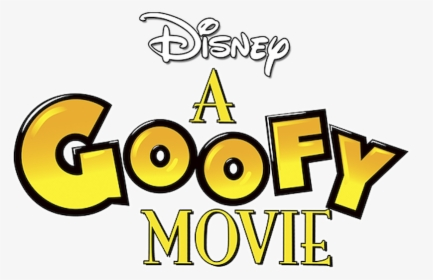

구피 무비(A Goofy Movie)는 1995년 디즈니에서 제작된 애니메이션이다.
디즈니 캐릭터인 구피를 주인공으로하여, 그의 아들 맥스와 겪어가는 모험담을 그린 이야기이다.

## 등장인물
- 구피

주인공으로,사람을 잘 웃기게 하나,때론 상황파악을 하지 못해 상대방을 곤란하게 하기도 한다.
- 맥스

구피의 아들로,구피를 아빠로 두어 여러가지로 고생이 많다.
- 피제이

피트의 아들이며 맥스의 친구.
- 피트

구피의 친구로,부자이며 자기 중심적이다.
- 록산느

맥스가 좋아하는 여자아이,사실 록산느도 맥스를 좋아하고 있다.

## 목소리 출연
- 빌 파머-구피
- 제이슨 마즈든-맥스
- 롭 폴슨-피제이
- 짐 커밍스-피트
- 프랭크 웰커-빅풋
- 웨인 얼윈-미키 마우스

### 한국판
- 박상일 - 구피
- 최원형 - 맥스
- 한상덕 - 피트
- 서문석 - 피제이
- 이계윤 - 록산느, 스테이시